# Residenzgalerie Salzburg
Die Residenzgalerie ist eine Gemäldesammlung in der Alten Residenz in Salzburg und Teil des DomQuartiers Salzburg.

## Geschichte

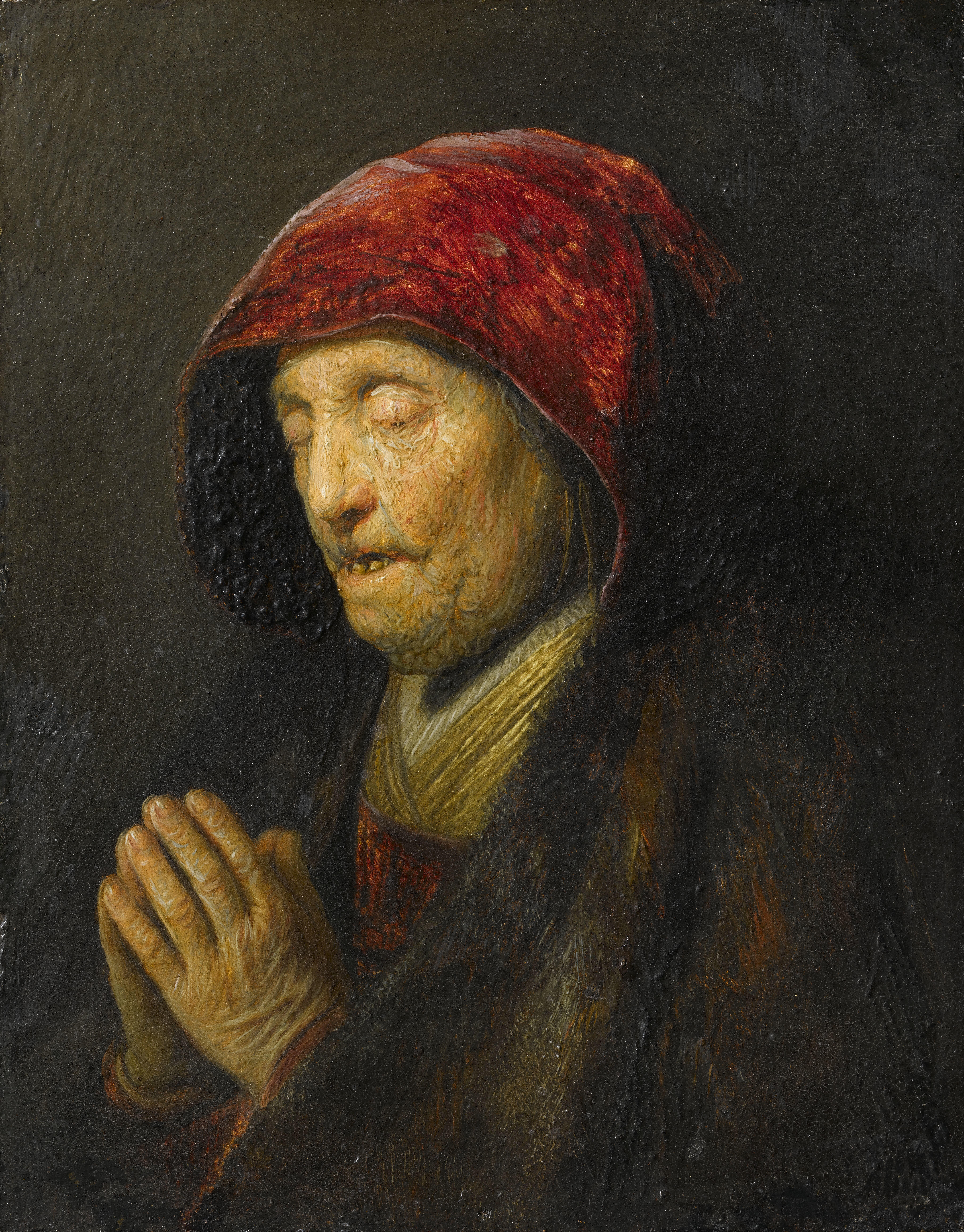
Betende alte Frau (bekannt als Rembrandts Mutter betend) von Rembrandt, um 1629/30

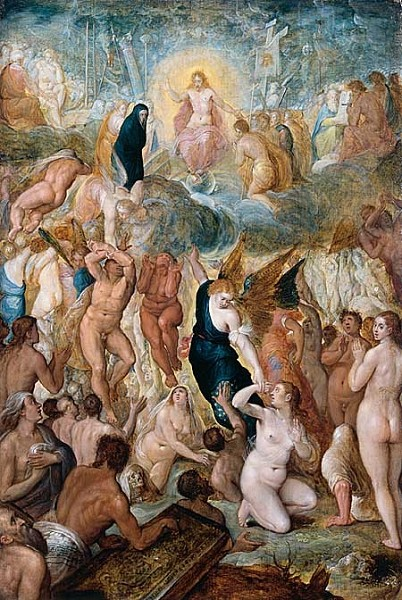
Das jüngste Gericht von Hieronymus Francken d. J., um 1605/1610

Die mit den Sammlungen Czernin und Schönborn-Buchheim begründete Landesgalerie gibt einen Querschnitt durch die Malerei des 16. bis 18. Jahrhunderts und der österreichischen Malerei des 19. Jahrhunderts. Sie erinnert dabei an die umfangreiche hier ausgestellte fürsterzbischöfliche Gemäldesammlung, die zur Zeit Hieronymus Colloredo bereits in den heutigen Räumen der Galerie aufgestellt war, aber während der französischen Kriege nach 1800 mehrfach geplündert wurde. In der Zeit der Monarchie wurden zahlreiche Kunstwerke von Salzburg nach Wien überführt. Die Gemäldesammlung wurde kurz nach dem Ersten Weltkrieg von vielen Salzburger Künstlern, vor allem der Künstlervereinigung Wassermann angeregt und 1923 eröffnet. Neben der Wiederherstellung einer Salzburger Kunstsammlung sollte die neue Galerie auch zur Errichtung einer Kunstakademie beitragen; sie sollte aber zudem der Förderung des Fremdenverkehrs dienen und neben den Salzburger Festspielen zusätzliche kulturelle Besonderheiten bieten.
Im Zug dieser Bemühungen konnte 1954 die Gräfliche Sammlung Czernin erst als Leihgabe ausgestellt und 1980–1991 angekauft werden. Sie umfasst vor allem Malereien holländischer, aber auch italienischer, spanischer und französischer Künstler des 17. Jahrhunderts. Der erste Eigentümer der zwischen 1800 und 1845 angelegten Sammlung war hier Johann Rudolf Graf Czernin von und zu Chudenitz, der in Salzburg Rechtswissenschaft studierte und mit dem Salzburger Fürsterzbischof Hieronymus Colloredo verwandt war. 1956 konnte als Dauerleihgabe jene Sammlung erworben werden, die Friedrich Karl Graf Schönborn-Buchheim (1674–1746) initiiert hatte und die vor allem niederländische und italienische Künstler des 17. Jahrhunderts zeigt.
Die Residenzgalerie Salzburg ist Teil des Netzwerks „Private Art Collections“.